# اسمار
اسمار (به لاتین: Asmar) یک منطقهٔ مسکونی در افغانستان است که در ولایت کنر واقع شده‌است. اسمار ۹۸۳ متر بالاتر از سطح دریا واقع شده‌است.